# Haplophthalmus banaticus
Haplophthalmus banaticus är en kräftdjursart som beskrevs av Radu 1983. Haplophthalmus banaticus ingår i släktet Haplophthalmus och familjen Trichoniscidae. Inga underarter finns listade i Catalogue of Life.